# قطعنامه ۱۶۹۵ شورای امنیت
قطعنامه ۱۶۹۵ شورای امنیت سازمان ملل متحد که در تاریخ ۱۵ ژوئیه ۲۰۰۶ تصویب شد، سندی بین‌المللی دربارهٔ بررسی وضعیت در مورد کره شمالی منع گسترش است. این قطعنامه طی نشست ۵۴۹۰ام با ۱۵ رای موافق، ۰ مخالف و ۰ ممتنع تصویب شد.